# Дмитровское (Орловская область)
Дмитровское — село в составе Ямского сельского поселения Болховского района Орловской области. Население 1 человек (2010).

## География
Деревня расположена в центральной части Среднерусской возвышенности в лесостепной зоне, в пригороде города Болхов в 1 км от реки Нугрь. Уличная сеть не развита.
Климат
близок к умеренно-холодному, количество осадков является значительным, с осадками в засушливый месяц. Среднегодовая норма осадков — 627 мм. Среднегодовая температура воздуха в Болховском районе — 5,1 °C.

## Население
| 2010 |
| ---- |
| 1    |

Возрастной состав
По данным администрации Ямского сельского поселения, опубликованным в 2017—2018 гг., в деревне Дмитровское проживают 4 жителя, среди них 0 человек до 16 лет, 0 человек от 16 до 29 лет, 1 человек от 29 до 55 лет, 3 человека старше
трудоспособного возраста
Национальный состав
Согласно результатам переписи 2002 года, в национальной структуре населения
русские составляли 100 % от общей численности населения в 3 жителя

## Инфраструктура
Было развито сельское хозяйство.
Православный храм «Храм великомученика Дмитрия Солунского».

## Транспорт
Просёлочные дороги.